# Campeonato Europeu de Halterofilismo de 1900
O 4º Campeonato Europeu de Halterofilismo foi realizado em Rotterdam, nos Países Baixos ao longo de 1900 (datas incertas).

## Medalhistas
| Evento           | Ouro                       | Prata                     | Bronze                |
| ---------------- | -------------------------- | ------------------------- | --------------------- |
| Categoria aberta | François De Haes · Bélgica | Heinrich Rondi · Alemanha | Emile Deriaz · França |

Notas
1. ↑  Ou Philipp De Haes[2]

## Quadro de medalhas
| Ordem | País     | Medalha de ouro | Medalha de prata | Medalha de bronze | Total |
| ----- | -------- | --------------- | ---------------- | ----------------- | ----- |
| 1     | Bélgica  | 1               | 0                | 0                 | 1     |
| 2     | Alemanha | 0               | 1                | 0                 | 1     |
| 3     | França   | 0               | 0                | 1                 | 1     |
| Total | Total    | 1               | 1                | 1                 | 3     |